# كليف ماردولير
كليف ماردولير (22 سبتمبر 1982 في بلجيكا - ) هو لاعب كرة قدم بلجيكي في مركز حراسة المرمى. شارك مع منتخب بلجيكا تحت 19 سنة لكرة القدم ومنتخب بلجيكا تحت 21 سنة لكرة القدم. أما مع النوادي، فقد لعب مع رودا ياي سي وليرس وMVV Maastricht ‏.

## روابط خارجية
- كليف ماردولير على موقع الاتحاد البلجيكي (الإنجليزية)
- كليف ماردولير على موقع قاعدة بيانات كرة القدم.إي يو (الإنجليزية)
- كليف ماردولير على موقع Soccerway.com (الإنجليزية)
- كليف ماردولير على موقع عالم كرة القدم.نت (الإنجليزية)